# Le avventure di Scaramouche
Le avventure di Scaramouche è un film del 1963 diretto da Antonio Isasi-Isasmendi.

## Trama
Robert Lafleur, alias Scaramouche, grazie alle sue abilità di attore e al suo fascino di seduttore. Diventa nemico del Marchese de la Tour quando conquista la sua amante, l'affascinante Madame de Popignan. Un giorno, il marchese de Souchil riconosce Scaramouche come figlio illegittimo del duca de Froissard.